# Tatia jaracatia
Tatia jaracatia är en fiskart som beskrevs av Carla Simone Pavanelli och Bifi 2009. Tatia jaracatia ingår i släktet Tatia och familjen Auchenipteridae. Inga underarter finns listade i Catalogue of Life.